# 春名幹男
春名 幹男（はるな みきお、1946年10月14日 - ）は、日本の国際ジャーナリスト。共同通信社記者、共同通信社論説副委員長、名古屋大学大学院特任教授、早稲田大学客員教授を歴任。

## 来歴
京都府京都市生まれ。1969年、大阪外国語大学ドイツ語学科卒業後の4月、共同通信社に入社。
1971年まで大阪支社社会部、1971年から京都支局、1974年から本社外信部へ異動。1979年から外信部ニューヨーク支局特派員となり、1984年に帰国。その後、再び渡米し1987年からワシントン特派員となり、1990年に帰国。1993年から再び渡米し、ワシントン支局長。1997年に帰国し、編集委員兼論説委員となる。それと並行し、母校である大阪外語大の大学院言語社会研究科の非常勤講師を2004年まで務める。1998年から論説副委員長。2004年、共同通信が初めて「特別編集委員」制度を導入し、特別編集委員となる。
2007年、共同通信社を退社し、名古屋大学大学院国際言語文化研究科教授に就任。2009年、鳩山由紀夫内閣時の外務省にて「いわゆる『密約』問題に関する有識者委員会」の有識者委員に任命される。2010年から2012年まで名古屋大学大学院国際言語文化研究科特任教授。2010年から2017年3月まで早稲田大学大学院政治学研究科ジャーナリズムコース客員教授。
2021年7月2日、元外交官の飯村豊と社会学者の上野千鶴子が主導となり、ウェブサイト「Change.org」にて、東京オリンピック・パラリンピック反対を求めるオンライン署名活動が開始された。春名もこの活動に呼びかけ人として参加。呼びかけ人は、飯村、上野、春名のほか、浅倉むつ子、内田樹、大沢真理、落合恵子、三枝成彰、佐藤学、澤地久枝、田中優子、樋口恵子、深野紀之ら計13人。
同年7月19日、春名、飯村、上野は日本外国特派員協会で海外メディアに対し会見を開き、開幕が目前に迫った五輪の中止を訴えた。会見後、春名らは五輪中止を求める要望書と13万9576人分の署名を東京都や大会組織委員会に提出した。

## 出演

### テレビ番組
- サンデープロジェクト（テレビ朝日）- 2000年8月
- 筑紫哲也 NEWS23（TBSテレビ）- 2001年11月
- ワイド!スクランブル（テレビ朝日）不定期
- ひるおび!（TBSテレビ）不定期

### ウェブ番組
- ビデオニュース・ドットコム
- ポリタスTV（YouTube）
- エアレボリューション（ニコニコ生放送）

### ラジオ
- ロンドンブーツ1号2号 田村淳のNewsCLUB（文化放送）- 2010年10月17日、24日
- 斉藤一美 ニュースワイドSAKIDORI!（文化放送）- 2017年4月11日
- Jam the WORLD（J-WAVE）- 2017年7月25日

### 映画
- 戦車闘争 (映画)（2020年12月公開、ドキュメンタリー映画[13]）

## 著書

### 単著
- 『核地政学入門：第三世界の核開発競争』日刊工業新聞社「ウイークエンドブックス」、1979年。
- 『ヒバクシャ・イン・USA』岩波新書 黄版、1985年。
- 『スクリュー音が消えた―東芝事件と米情報工作の真相』新潮社、1993年。
- 『秘密のファイル―CIAの対日工作（上・下）』共同通信社、2000年／新潮文庫、2003年
- 『スパイはなんでも知っている』新潮社ラッコブックス、2001年。
- 『米中冷戦と日本―激化するインテリジェンス戦争の内幕』PHP研究所、2013年。
- 『仮面の日米同盟―米外交機密文書が明かす真実』文藝春秋〈文春新書〉、2015年11月。ISBN 978-4-16-661053-2。
- 『ロッキード疑獄―角栄ヲ葬リ巨悪ヲ逃ス』KADOKAWA、2020年10月。ISBN 978-4041054734。

### 共著・訳書
- 『二十一世紀型の戦争：テロリストの恐怖。日本は大丈夫か?』角川書店、2001年

江畑謙介、田中明彦、高山正之、森本敏、山内昌之と共著
- オービル・ケリー／トーマス・サッファー『カウントダウン・ゼロ　原爆兵士の黙示録』社会思想社、1985年
- アーネスト・ボルクマン『情報帝国CIAの崩壊』教育社、1987年